# Први пунски рат
Први пунски рат  (264. п. н. е. — 241. п. н. е.) био је први од три велика рата између Картагине и Римске републике.
Две силе су се 23 године бориле за превласт у западном Медитерану. Римљани на крају побеђују, намећући тешке мировне услове и велике финансијске репарације против Картагине. Сицилија постаје провинција Рима. Картагина престаје бити главна поморска сила. Рим преузима контролу западног Медитерана. Први Пунски Рат је означавао почетак периода ширења Рима, током кога добијају контролу над већином Медитерана. Серија ратова између Рима и Картагине позната је под називом пунски ратови, због латинског назива за становнике Картагине: Puni.

## Позадина
Средином III века п. н. е. Римска република је постајала све моћнија. После векова нереда и унутрашњих побуна, цело Апенинско полуострво је било чврсто у рукама Рима. Сви непријатељи или инвазије су одбијене или савладане. Римљани су имали велику веру у свој политички систем и војску.
Преко Тиренског мора и Сицилијанског мореуза у данашњем Тунису, Картагина је била доминантна морска и трговачка сила. Картагина је контролисала већину медитеранских трговачких путева. У почетку је Картагина била феничка колонија. Међутим претворила се у центар широког царства које је покривало обале северне Африке, Сардинију, Корзику и делове Сицилије.

## Почетак
Група италијанских плаћеника Мамертинци 288. п. н. е. окупирају Месину, град на североистоку Сицилије. Убијају све мушко становништво, а женско становништво узимају као своје жене. У исто време, група римских војника коју су чинили кампанијски „грађани без права гласа” су се побунили и заузели град Регијум који је лежао са друге стране Месинског мореуза у Италији. Римљани су 270. п. н. е. повратили контролу над Регијум и строго казнили учеснике побуне. На Сицилији, Мамертинци су харали околином и постали проблем за независан град Сиракузу.
Кад је сиракушки тиран Хијерон II дошао на власт 265. п. н. е. одлучио је да се с њима разрачуна. Зато опседа Месину. Мамертини траже помоћ у исто време и од Картагине и од Рима. У почетку Римљани не желе да помажу плаћенике који су неправедно отели град од његових грађана. Осим тога Рим је пре тога имао побуну плаћеника и то је био додатни разлог да им не помаже.
Картагина одлучује да помогне и шаље помоћ Мамертинцима у Месину. Незадовољни изгледима да у Месани остане картагински гарнизон или убеђени да недавни савез Рима и Картагине против Пира одражава срдачне односе између де силе, Мамертинци су, надајући се поузданијом заштити, тражили од Рима савезништво. Међутим, ривалство Рима и Картагине је нарасло од рата против Пира и савез више није био могућ. Рим нипошто није желио да се Картагина шири по Сицилији, па улазе у савез са Мамертинцима. Римске трупе предвођене конзулом Апијем Клаудијем Каудексом долазе 264. п. н. е. на Сицилију (по први пун ван Апенинског полуострва). Присиљавају Сиракузу да уђе с њима у савез. Врло брзо једине стране у спору постају Рим и Картагина, а сукоб почиње око тога чија ће бити Сицилија.

## Копнени рат
Сицилија је острво пун планина, са много препрека. То је терен где линије комуникације није лако одржавати. Због таквог терена копнене битке су играле секундарну улогу у Првом Пунском Рату. Копнене операције су били углавном мали изненадни напади са једва којом јачом битком. Опсаде и блокаде су биле уобичајен облик кориштења копнених снага. Најчешће би блокирали велике луке. Обе стране су имале главне градове далеко преко мора и биле су им потребне луке због снабдевања трупа, појачања и комуникација.
Ипак током Првог пунског рата биле су две велике копнене кампање. Године 262. п. н. е. Рим опседа град Агригент. Та операција је укључивала 4 римске легије и трајала је неколико месеци. Војска у Агригенту је успела позвати помоћ Картагине, која стиже под командом Ханона. Римљани се убрзо налазе у лошем положају, јер им је сасечена линија снабдевања из Сиракузе. Међутим налазе помоћну линију снабдевања. У коначној бици код Агригента Римљани побеђују, а град пада.
Та победа је инспирисала Римљане да покушају другу такву офанзиву 256/255. п. н. е. После неколико поморских битака Рим је желио да брзо заврши рат, па је одлучено да се изврши инвазија Картагињанских поседа у Африци. Саграђена је велика флота и за транспорт армије и опреме, те бродови за заштиту. Картагина је покушала да то спречи, али бива поражена у бици код Екнома. Римска армија под командом Марка Атила Регула искрцала се у Африци и почела је харање по картагинској околини. У почетку је Регул победио у бици код Адиса и тиме је присилио Картагину да тражи мир.
Рим намеће тако тешке услове да преговори пропадају. Картагина унајмљује спартанског плаћеника Ксантипа. Ксантип реорганизује картагинску војску и успоставља поново поморску надмоћ Картагине и тиме сече везу римске инвазијске војске са својом базом у Риму. Коначно Картагина побеђује Рим у бици код Туниса. Регул је ухваћен у тој бици.
При крају сукоба 249. п. н. е. Картагина је послала на Сицилију Ханибаловог оца Хамилкара Барку. Хамилкар успева да заузме већину сицилијанске унутрашњости. Иако је Хамилкар био непобедив на Сицилији, то постаје безначајно након римске поморске победе у бици код Егатских острва 241. п. н. е. .

## Поморске борбе
Због терена на Сицилији, тешког за битке, већином се Први пунски рат изводио на мору, укључујући најважније битке. Поморски рат је омогућавао блокаду непријатељских лука, а тиме и блокаду снабдевања трупа и блокаду довлачења нових трупа. И Рим и Картагина су имали флоте које су биле финансиране од стране државних финансија. То је било тешко издржавати дуже време, па су финансије одлучујуће деловале на ток рата.
На почетку Првог пунског рата Рим и није имао искустава у поморском ратовању, док је Картагина била поморска сила захваљујући стотинама година поморског трговања. Ипак Римска република схвата значај контроле Медитерана.
Прва велика поморска флота изграђена је после битке код Агригента 261. п. н. е. Да би надокнадили недостатак искуства и да би користили стандардне копнене тактике на мору Римљани опремају своје бродове са специјалном справом за укрцавање (корвус).
У то време је била уобичајена поморска тактика да се маневрише бродом, да би се забио у противнички брод. Међутим, Римљани плове крај брода на који се мисле искрцати, бацају тај специјални мост, који се качи за противнички брод, па шаљу легионаре преко моста у борбу на противничком броду.
Та нова техника је први пут примењена и доказана у бици код Мила. То је била прва римска поморска победа. Та техника се показала посебно у великој бици код Екнома. Додатак корвуса је присилио Картагину да размисли о војној тактици. Док год су имали проблема са корвусом Рим је имао поморску предност. Корвус су касније сами Римљани одбацили због утицаја на навигацију брода и утицаја тежине корвуса на потонуће бродова по невремену.
Упркос римским поморским победама, Римска република је изгубила много бродова и посада током рата и због олуја и због битки. У два случаја (255. п. н. е. и 253. п. н. е.) целе флоте су уништене због невремена. Тежина корвуса се показала као значајан фактор нестабилности и потонућа брода по невремену. Према крају рата Картагина је поново владала морима, а Рим није био спреман да финансира још једну скупу флоту.
У Картагини је постојала фракција која се противила конфликту. Водио ју је велики земљопоседник Ханон Велики, који долази на власт 244. п. н. е. Сматрао је да је рат готов, па је почео са демобилизацијом флоте, дајући Римљанима шансу да поново буду супериорни на мору. Рим је изградио нову флоту помоћу донација својих богатих грађана. Рим побеђује у поморској бици код Егатских острва (10. март 241. п. н. е.), где је римску флоту водио конзул Гај Лутације Катул. Картагина губи већину флоте и економски није способна да изгради нову и да нађе нову посаду. Без флоте Хамилкар Барка је био одсечен од Картагине и предаје се.

## После
Рим је победио у Првом пунском рату после 23 године рата. Замењује Картагину као доминантна поморска сила западног Медитерана. На крају рата обе стране су биле исцрпљене и финансијски и демографски. Да би одредили коначне границе цртају наводно равну линију преко Медитерана. Корзика, Сардинија и северна Африка остају у поседу Картагине.
Римска победа је подоста произашла из непрекидног одбијања да се прихвати било што осим потпуне победе. Римска република је успела привући приватне инвестиције, позивајући грађане да буду патриоти да би се финансирали бродови и посаде. То је био значајан фактор рата. У Картагини племство није било спремно да даје своје богатство држави. Први пунски рат означава рађање римске морнарице, која је помогла ширењу римске државе.

## Губици
Тачан број жртава је тешко одредити, због пристрасности историјских извора. Римски извори повећавају губитке Картагине да би величали римски тријумф.
Према изворима (изузев копнених жртава):
- Рим је изгубио 700 бродова (углавном због невремена и лоших вођа) и део посада
- Картагина је изгубила 500 бродова и део посада
- Сваки брод је имао 100 чланова посаде

Иако је несигурно колике су биле жртве, велик је губитак на обе стране. Полибије је коментарисао да је тај рат био са највише жртава у историји ратова до тада, укључујући битке Александра Македонског.

## Мировни споразум
Услове мира је Рим наметнуо као победник у рату. Рим захтева да:
- Картагина напусти Сицилију
- Картагина врати све римске заробљенике без откупа, а да сама плати враћање Картагињана из римског заробљеништва
- Картагина не сме нападати Сиракузу и њене савезнике
- Картагина преда Риму групу малих острва северно од Сицилије
- Картагина евакуише мала острва између Сицилије и Африке
- Картагина плати ратну штету 2200 талената у 10 годишњих рата и 1.000 талената одмах

Савезници сваке од страна не смију нападати савезнике друге стане. Забрањује се свакој страни да регрутује трупе на територији друге стране. Тиме се заправо забрањивало Картагини да унајмљује римске плаћенике.

## Политички резултати
После рата Картагина фактички нема новаца. Кад је Ханон Велики одбио да плати распуштене армије избио је унутрашњи сукоб или Плаћенички рат. После тешке борбе Ханон Велики и Хамилкар Барка побеђују плаћенике. Током тог конфликта Рим узима Картагини Корзику и Сардинију.
Најзначајнији политички резултат Првог пунског рата је пад Картагине са места главне поморске силе западног Медитерана. Мировни споразум је наметнуо додатне финансијски тешке услове да је спречен економски опоравак Картагине.
Сицилија постаје прва римска провинција. Сицилија је постала значајна римска житница.

## Значајне вође
- Ад Хербал, адмирал Картагине
- Апије Клаудије, римски конзул
- Аул Атилије Кајатин, римски диктатор
- Гај Дуилије, римски конзул
- Гај Лутације Катул, римски конзул
- Гнеј Корнелије Сципион Асин, римски конзул
- Хамилкар Барка, генерал Картагине
- Ханибал Гискон, генерал Картагине
- Ханон, генерал Картагине
- Ханон Велики, политичар Картагине
- Хаздрубал Лепи, генерал Картагине
- Хијерон II, сиракушки тиран
- Луције Цецилије Метел, римски конзул
- Марко Атилије Регул, римски конзул
- Ксантип од Картагине, плаћеник у служби Картагине

## Хронологија догађаја
- 264. п. н. е. — Мамертинци траже помоћ и од Рима и од Картагине, да би се одбранили од Хијерона II. Рим одговара после Картагине.
- 263. п. н. е. — конзул Маније Валерије Масала побеђује Хијерона II и присиљава Сиракузу да буде римски савезник.
- 262. п. н. е. — римска интервенција на Сицилији. Опседа се град Агригент, којега је Картагина окупирала.
- 261. п. н. е. — битка код Агригента, у којој Римљани побеђују. Рим одлучује да гради флоту да би угрозио доминацију Картагине на мору.
- 260. п. н. е. — прва поморска битка (битка код Липара), у којој су Римљани тешко поражени. Убрзо добијају битку код Мила уз помоћ корвуса.
- 259. п. н. е. — копнене битке се рашириле на Сардинију и Корзику.
- 258. п. н. е. — поморска битка тј. битка код Сулка. Рим је победио.
- 257. п. н. е. — поморска битка тј. битка код Тиндарија. Рим је победио.
- 256. п. н. е. — Рим покушава инвазију Африке, а Картагина покушава пресећи транспорт. Рим побеђује у великој поморској бици код Екнома. Битка код Адиса је прва велика римска победа на афричком тлу. Картагина тражи мир, а преговори пропадају.
- 255. п. н. е. — Картагина запошљава спартанског генерала Ксантипа, да им организује одбрану. Картагина побеђује у бици код Туниса. Преживели Римљани се евакуирају, али путем су потопљени.
- 254. п. н. е. — гради се нова римска флота од 140 бродова. Римљани побеђују у бици код Панорма на Сицилији, али нема напретка. Пет грчких градова Сицилије прелази на римску страну.
- 253. п. н. е. — Римљани харају флотом обалом источно од Картагине. После неуспешне године, током повратка у невремену губе 150 бродова.
- 251. п. н. е. — нова римска победа код Панорма на Сицилији. Картагина се труди да ојача трупе на Сицилији и да поново заузме Агригент.
- 249. п. н. е. — У бици код Дрепане Рим губи скоро целу флоту. Хамилкар Барка успешно ратује по Сицилији, а још једна олуја уништава остатке римске флоте. Аул Атилије Кајатин је постављен за диктатора и послат у Сицилију.
- 248. п. н. е. — период рата ниског интензитета, без поморских битки.
- 244. п. н. е. — Ханон Велики демобилизује велики део флоте Картагине да би уштедео.
- 242. п. н. е. — Рим прави нову флоту.
- 241. п. н. е. — дана 10. марта је била одлучујућа битка код Егатских острва, у којој Римљани одлучно побеђују. Картагина је присиљена да прихвати мировни споразум и завршава Први пунски рат.